# Robert Bosch GmbH
Robert Bosch GmbH o Bosch, és una empresa multinacional alemanya d'enginyeria i electrònica amb la seva seu a Gerlingen, prop de Stuttgart, Alemanya. És el major subministrador mundial de components de l'automòbil. Aquesta empresa va ser fundada per Robert Bosch a Stuttgart l'any 1886.
El nucli de productes de Bosch són els compoenents de l'automòbil incloent els controls elèctrics.
Bosch té més de 350 filials en més de 60 països i vendes en uns 150.